# شوهی کاواتا
شوهی کاواتا (انگلیسی: Shuhei Kawata؛ زادهٔ ۵ آوریل ۱۹۹۴) بازیکن فوتبال اهل ژاپن است.